# Ikagashikoo
Ikagashikoo (伊香色雄) était une figure mythologique japonaise. Sa sœur était Ikagashikome (en).

## Récit mythique
Pendant le règne de l'empereur Sujin, une épidémie et une crise politique majeures ont conduit à l'initiative de réformes religieuses significatives pour y remédier,.
Avec prudence, l'Empereur nomma également Ikagashikoo (伊香色雄) comme kami-no-mono-akatsu-hito (神班物者), ou celui qui trie les offrandes aux dieux. Ikagashikoo est devenu l'ancêtre du clan Mononobe, aujourd'hui disparu.
Par la suite, l'empereur ordonna à Ikagashikoo de transformer les nombreux pots hiraka, tels que ceux du clan Mononobe, en offrandes aux divinités (kamimatsurimono, ou offrandes lors des fêtes divines), et de nommer Otataneko comme prêtre en chef d'Omononushi-no-Okami (en) et Ichiisonagaoichi comme prêtre en chef de Yamato-Okunitama-no-Kami. En conséquence, l'épidémie s'est atténuée, le pays est devenu paisible, les céréales ont poussé et les paysans ont prospéré.
C'est la seule scène dans laquelle Ikagashikoo apparaît, mais à partir de celle-ci, nous pouvons voir que l'empereur Sujin a mis en œuvre une politique d'unité de la religion et de la politique (en) en adorant le dieu du mont Miwa dans la province de Yamato, consolidant ainsi les fondations du gouvernement de Yamato et commençant à unifier les pays environnants.

## Dans la culture populaire
Dans Touhou LostWord (en), il est référencé dans une carte de sort du personnage Mononobe no Futo.

## Voir également
- Sanctuaire Ōmiwa
- Clan Miwa
- Hotsuma tsutae